# 韦森贝格
韦森贝格是德国石勒苏益格－荷尔斯泰因州施托尔曼县的一个市镇。总面积11.94平方公里，总人口1350人，其中男性695人，女性655人（2011年12月31日），人口密度113人/平方公里。